# Hemicycla pouchadan
Hemicycla pouchadan is een slakkensoort uit de familie van de Helicidae. De wetenschappelijke naam van de soort is voor het eerst geldig gepubliceerd in 2007 door Ibanez & Alonso.